# Seymour (Australie)
Pour les articles homonymes, voir Seymour.
Seymour (6 304 habitants) est une ville de l'État de Victoria à 97 kilomètres au nord de Melbourne située sur la route Melbourne-Sydney au niveau de la traversée de la rivière Goulburn.
L'économie de la ville est basée sur l'agriculture (ovins, bovins, vin) et sur l'armée avec la base d'entrainement de Puckapunyal (en) située à 4 kilomètres à l'est de la ville.